# Hiphop.de
Hiphop.de ist ein seit 1998 bestehendes deutschsprachiges Online-Magazin für Hip-Hop. Es ist eines der größten deutschen Musikmagazine und das größte Hip-Hop-Magazin im deutschsprachigen Raum. Des Weiteren werden mehrere Webvideo- und Podcast-Showformate produziert, die u. a. auf der eigenen Website, Instagram, TikTok, Twitch, Spotify, SoundCloud, einer eigenen App sowie einem YouTube-Kanal mit über 700 Tausend Abonnenten veröffentlicht werden.

## Hiphop.de Awards

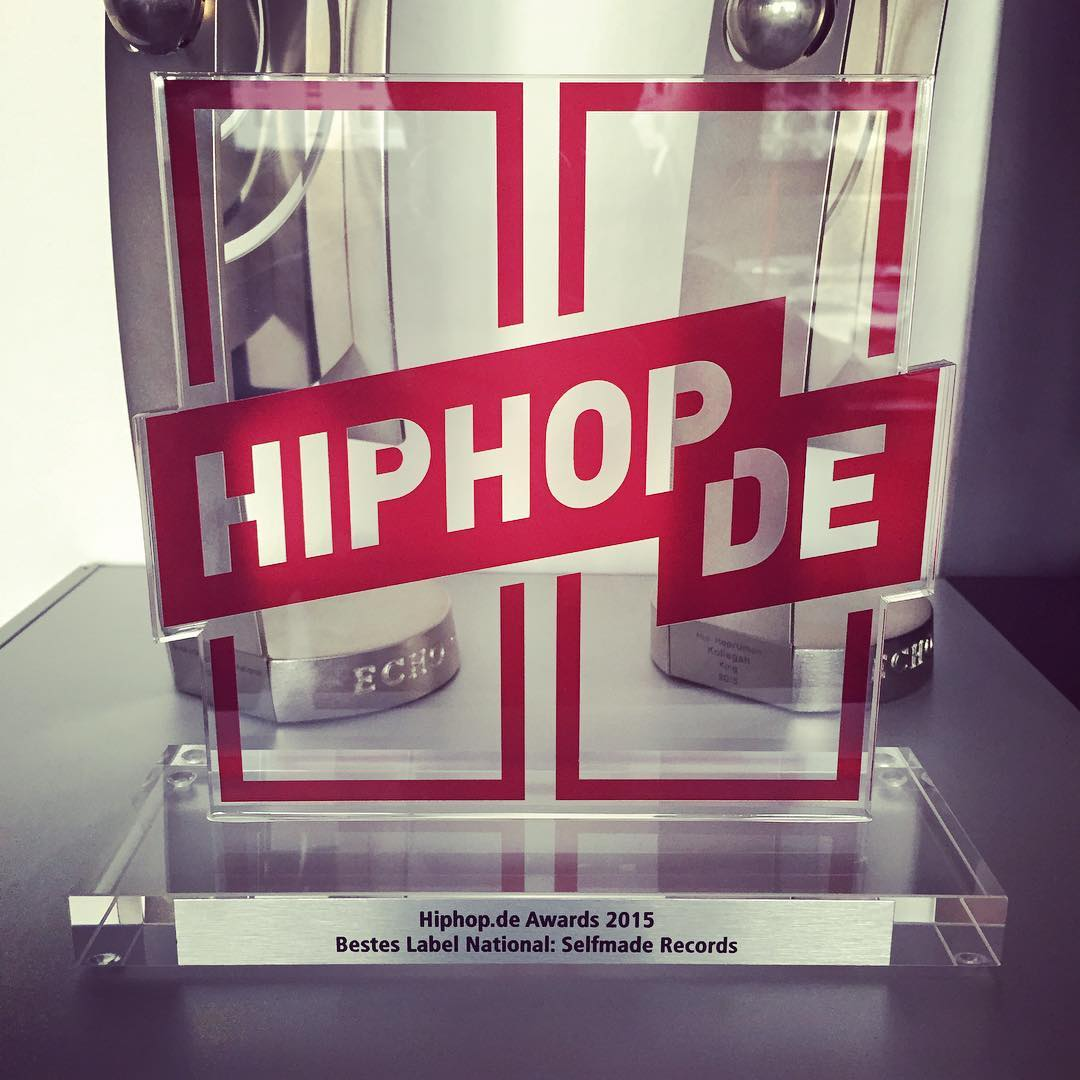
Hiphop.de Award 2015 für Selfmade Records in der Kategorie „Bestes Label national“

Die Hiphop.de Awards werden als der größte Hip-Hop-spezifische Musikpreis im deutschsprachigen Raum angesehen und werden seit 2005 in jährlichen Abständen und verschiedenen Kategorien vergeben. Die Nominierungen werden von der Hiphop.de-Redaktion getätigt, das Endergebnis setzt sich jeweils zur Hälfte aus einem Online-Publikumsvoting und einer Jurywertung zusammen. Lediglich in der Kategorie Lebenswerk entfällt das Zuschauervoting. Die Jury besteht aus jährlichen wechselnden Journalisten verschiedener Magazine und weiteren Experten.

### Preisträger

#### 2006
- Beste Artistpage (Deutsch): kingbushido.de (von Bushido)
- Beste Artistpage (International): eminem.com (von Eminem)
- Beste Fanpage (Deutsch): kool-savas.com (für Kool Savas)
- Beste Fashionbrand: Nike
- Beste Graffiti-Page (Deutsch): graffitibox.de
- Beste Hiphop-Radio-Show: Jam FM
- Beste Hiphop-TV-Show: Word Cup
- Beste Labelpage (Deutsch): ersguterjunge.de (von Ersguterjunge)
- Beste Labelpage (International): dipsetmixtapes.com (von DipsetMixtapes)
- Beste Punchline: Bushido – Bravo Cover („Deine Mama is ne Miss – eine Missgeburt“)
- Beste Rapcrew (Deutsch): Optik Army
- Beste Rapcrew (International): G-Unit
- Beste Single (Deutsch): Kool Savas & Ercandize – Komm mit mir
- Beste Single (International): Chamillionaire – Ridin’
- Beste Sneaker: Nike Air Force 1
- Beste(r) Breakdancer: Flying Steps
- Bester DJ (Deutsch): DJ Kitsune
- Bester DJ (International): DJ Whoo Kid
- Bester Graffiti Artist: Can2
- Bester Newcomer (Deutsch): Chakuza
- Bester Newcomer (International): Chamillionaire
- Bester Produzent (Deutsch): Monroe
- Bester Produzent (International): Dr. Dre
- Bester Turntablist: DJ Mirko Machine
- Bestes Album (Deutsch): Azad – Game Over
- Bestes Album (International): The Game – Doctor’s Advocate
- Bestes Game: FIFA 07
- Bestes Label (Deutsch): Ersguterjunge
- Bestes Label (International): Aftermath Entertainment
- Bestes Mixtape (Deutsch): Samy Deluxe – Big Baus of the Nauf
- Bestes Mixtape (International): Shady Records – Eminem Presents: The Re-Up
- Bestes Movie: Borat – Kulturelle Lernung von Amerika, um Benefiz für glorreiche Nation von Kasachstan zu machen
- Bestes Print-Magazin (Deutsch): Juice
- Bestes Print-Magazin (International): XXL
- Bestes Rapsolo (Deutsch): Bushido
- Bestes Rapsolo (International): The Game
- Bestes Video (Deutsch): Optik Army – Das ist O.R.
- Bestes Video (International): Chamillionaire – Ridin’
- Größte Peinlichkeit: Fler schlägt Fan

#### 2007
- Beste Artistpage: onlinegheddo.de
- Beste Fanpage (Deutsch): gd-fans.de
- Beste Fashionbrand: Nike
- Beste Graffiti-Page: graffitibox.de
- Beste Labelpage: ersguterjunge.de (von Ersguterjunge)
- Beste Punchline: Kool Savas – Mona Lisa („Meine Texte ficken alles wie Matrosen auf Landgang“)
- Beste Rapcrew (Deutsch): Ersguterjunge
- Beste Rapcrew (International): G-Unit
- Beste Single (Deutsch): Eko Fresh feat. Bushido – Ring frei
- Beste Single (International): Kanye West – Stronger
- Beste Sneaker: Nike Air Max
- Bester Blog: Badaboombadabang
- Bester DJ (Deutsch): DJ Desue
- Bester DJ (International): DJ Khaled
- Bester Graffiti-Artist: Can2
- Bester Newcomer (Deutsch): K.I.Z
- Bester Newcomer (International): Soulja Boy
- Bester Produzent (Deutsch): Melbeatz
- Bester Produzent (International): Timbaland
- Bester Promo-Stunt: Fler / Messerattacke
- Bestes Album (Deutsch): Kool Savas – Tot oder lebendig
- Bestes Album (International): Kanye West – Graduation
- Bestes Game: Call of Duty 4: Modern Warfare
- Bestes Hiphop-TV: MTV Urban
- Bestes Label (Deutsch): Ersguterjunge
- Bestes Label (International): Def Jam
- Bestes Mixtape (Deutsch): Amar – Cho! Hier habt ihr euer Mixtape
- Bestes Mixtape (International): Kanye West – Can’t Tell Me Nothing
- Bestes Movie: American Gangster
- Bestes Print-Magazin (Deutsch): Juice
- Bestes Print-Magazin (International): Playboy
- Bestes Radio: Aggroradio
- Bestes Rapsolo (Deutsch): Kool Savas
- Bestes Rapsolo (International): Eminem
- Bestes Video (Deutsch): Dynamite Deluxe – Dynamit
- Bestes Video (International): Kanye West – Stronger
- Breakdance: Flying Steps
- Größte Peinlichkeit: Aggro Berlin
- Turntablist: DJ Mixwell

#### 2008
- Beste Artistpage: koolsavas.de (von Kool Savas)
- Beste Breakdance-Crew: Flying Steps
- Beste Fanpage: aggromuzik.de (für Aggro Berlin)
- Beste Fashionbrand: Eckō Unlimited
- Beste Graffiti-Page: graffiti-live.com
- Beste Labelpage: aggroberlin.de (von Aggro Berlin)
- Beste Punchline: Farid Bang – Wer ist Düsseldorf? („Düsseldorf, das sind Tote Hosen und ich – deine Mutter is wie ’ne Shisha: ohne Kohle geht nix“)
- Beste Rapcrew national: Aggro Berlin
- Beste Rapcrew international: G-Unit
- Beste Single national: Kool Savas – Beweis 2 Mammut RMX
- Beste Single international: Lil Wayne feat. Static Major – Lollipop
- Bester Blog: Herr Merkt
- Bester DJ national: DJ Desue
- Bester DJ international: DJ Khaled
- Bester Graffiti-Artist: Scotty76
- Bester Newcomer national: Farid Bang
- Bester Newcomer international: Flo Rida
- Bester Produzent national: DJ Desue
- Bester Produzent international: Dr. Dre
- Bester Promo-Stunt: John Bello II Promoaktionen (von Kool Savas)
- Bester Sneaker: Nike Air Force 1
- Bester Turntablist: DJ Babu
- Bestes Album national: Kool Savas – John Bello Story II
- Bestes Album international: Lil Wayne – Tha Carter III
- Bestes Game: Grand Theft Auto IV
- Bestes Hiphop-TV: Aggro.TV
- Bestes Label national: Aggro Berlin
- Bestes Label international: Aftermath Entertainment
- Bestes Mixtape national: Massiv – FanMixtape Vol.1
- Bestes Mixtape international: Eminem – Before the Relapse
- Bestes Print-Magazin national: Juice
- Bestes Print-Magazin international: Playboy
- Bestes Radio: Aggroradio
- Bestes Rapsolo national: Kool Savas
- Bestes Rapsolo international: Eminem
- Bestes Video national: Kool Savas feat. Olli Banjo, Plan B, Maeckes, Caput, MoTrip, Ercandize, Kobra, Franky Kubrick, Sizzlac, Laas Unltd., Jifusi, Phreaky Flave, Amar, Germany, Favorite, Kaas & Vega – Beweis 2 Mammut RMX
- Bestes Video international: Lil Wayne feat. Static Major – Lollipop
- Größte Peinlichkeit: Bushido

#### 2009
- Beste Artist- oder Labelpage: selfmaderecords.de (von Selfmade Records)
- Beste Breakdance-Crew: Gamblerz
- Beste Fanpage: optikfans.de (für Optik Army)
- Beste Graffiti-Website: graffitibox.de
- Beste Kollaboration: Kollegah & Farid Bang – Jung, brutal, gutaussehend
- Beste Modemarke: Nike
- Beste Punchline: Kollegah – Fanpost („Es wär besser gewesen friedlich zu bleiben, denn die einzige Möglichkeit Kollegah ein Haar zu krümmen, ist ihn in Kursivschrift zu schreiben.“)
- Beste Rap-Crew national: Die Orsons, Optik Army
- Beste Rap-Crew international: Wu-Tang Clan
- Beste Single national: Eko Fresh – Jetzt kommen wir wieder auf die Sachen
- Beste Single international: Eminem – Beautiful
- Beste soziale oder politische Aktion: Samy Deluxe als Botschafter des Welt-AIDS-Tags
- Bester Breaker: Junior
- Bester Sänger national: Cassandra Steen
- Bester Sänger international: Alicia Keys
- Bester Blog national: Badaboombadabang
- Bester Blog international: kanyeuniversity.com/blog (von Kanye West)
- Bester DJ national: DJ Craft
- Bester DJ international: DJ Premier
- Bester Film: Hangover
- Bester Graffiti-Artist: Scotty76
- Bester Live-Act: K.I.Z
- Bester Newcomer national: Vega
- Bester Newcomer international: Kid Cudi
- Bester Produzent national: Melbeatz
- Bester Produzent international: Dr. Dre
- Bester Promo-Stunt: Was hat S.A.V. da vor? (Kool Savas)
- Bester Rap-Solo-Act national: Kool Savas
- Bester Rap-Solo-Act international: Eminem
- Bester Sneaker: Nike Air Force 1
- Bester Turntablist: DJ Rafik
- Bestes Album national: Kool Savas – John Bello Story II – Brainwash Edition
- Bestes Album international: Eminem – Relapse
- Bestes Crossover-Projekt: David Guetta – One Love
- Bestes Festival: Splash!
- Bestes Game: Call of Duty: Modern Warfare 2
- Bestes Hiphop-TV: Mixery Raw Deluxe
- Bestes Label national: Selfmade Records
- Bestes Label international: Interscope Records, Aftermath Entertainment, Shady Records
- Bestes Mixtape national: Kollegah – Zuhältertape Volume 3
- Bestes Mixtape international: Eminem – Global Warning
- Bestes Print-Magazin national: Juice
- Bestes Print-Magazin international: Playboy
- Bestes Radio: bigFM
- Bestes Social Network: Facebook
- Bestes Video national: Bushido feat. Fler – Eine Chance
- Bestes Video international: Eminem – We Made You
- Größte Peinlichkeit: Bushido

#### 2010
- Beste Artist- oder Labelpage: koolsavas.de (von Kool Savas)
- Beste Breakdance Crew: Flying Steps
- Beste Fanpage: ksavas.de (für Kool Savas)
- Beste Kollaboration: Bushido, Kay One & Fler – Berlins Most Wanted
- Beste Modemarke: Nike
- Beste Punchline: Money Boy – Swagger like moi („So viele Stempel, ich brauche einen neuen Reisepass“)
- Beste Rap-Crew national: Die Orsons
- Beste Rap-Crew international: Young Money
- Beste Single national: Kool Savas – Immer wenn ich rhyme
- Beste Single international: Eminem – Not Afraid
- Beste soziale oder politische Aktion: Kool Savas O2 Media College
- Bester Blog national: Spit-TV
- Bester Blog international: 2dopeboyz.com
- Bester Breakdance-Solo-Act: Just do it
- Bester DJ national: DJ Craft
- Bester DJ international: DJ Premier
- Bester Film: Inception
- Bester Gesangs-Soloact national: Vasee
- Bester Gesangs-Soloact international: Rihanna
- Bester Graffiti-Artist: Banksy
- Bester Live-Act: Kool Savas
- Bester Newcomer national: Haftbefehl
- Bester Newcomer international: B.o.B
- Bester Produzent national: Tua
- Bester Produzent international: Dr. Dre
- Bester Promo-Stunt: Eko macht Track mit Money Boy
- Bester Rap-Solo-Act national: Kool Savas
- Bester Rap-Solo-Act international: Eminem
- Bester Sneaker: Nike Air Max
- Bester Turntablist: DJ Rafik
- Bestes Album national: Chakuza – Monster in mir
- Bestes Album international: Eminem – Recovery
- Bestes Crossover-Projekt: Tua, Vasee & Die Atzen
- Bestes Festival: Splash!
- Bestes Label national: Ersguterjunge
- Bestes Label international: Young Money Entertainment / Cash Money Records
- Bestes Mixtape national: Kollegah – Hoodtape Volume 1
- Bestes Mixtape international: B.o.B – No Genre
- Bestes Print-Magazin: Juice
- Bestes Video national: Berlins Most Wanted (Bushido, Fler & Kay One) – Berlins Most Wanted
- Bestes Video international: Eminem feat. Rihanna – Love the Way You Lie
- Größte Peinlichkeit: Money Boy – Dreh den Swag auf

#### 2011
- Beste Kollaboration: Kollegah, Haftbefehl & Farid Bang
- Beste Modemarke: Nike
- Beste Punchline: Kollegah – Business Paris („Shop die Designermarken / Für die Schuhe wurden so einige Alligatore [A-Liga-Tore] geschossen, wie für die Meisterschale“)
- Beste Rap-Crew national: K.I.Z
- Beste Rap-Crew international: Sexion d’Assaut
- Beste Single national: Kool Savas – Aura
- Beste Single international: Bad Meets Evil – Fast Lane
- Beste soziale oder politische Aktion: 50 Cent hilft hungernden Kindern in Afrika
- Bester Blog: Spit-TV
- Bester Breakdance-Act: Flying Steps
- Bester DJ: DJ Craft
- Bester Film: Blutzbrüdaz
- Bester Gesangs-Soloact national: Xavier Naidoo
- Bester Gesangs-Soloact international: Bruno Mars
- Bester Graffiti-Artist: Razor
- Bester Live-Act: Kollegah & Favorite
- Bester Newcomer national: MoTrip
- Bester Newcomer international: Mac Miller
- Bester Produzent national: Abaz
- Bester Produzent international: Kanye West
- Bester Rap-Solo-Act national: Kool Savas
- Bester Rap-Solo-Act international: Eminem
- Bester Sneaker: Nike Air Force 1
- Bester Social-Networks-Account: Kool Savas’ Facebook Page
- Bester Turntablism-Act: DJ Rafik
- Bestes Album national: Kool Savas – Aura
- Bestes Album international: Kanye West & Jay-Z – Watch the Throne
- Bestes Game: FIFA 12
- Bestes Label national: Selfmade Records
- Bestes Label international: Shady Records
- Bestes Mixtape/Streetalbum national: Celo & Abdi – Mietwagentape
- Bestes Mixtape/Streetalbum international: Mac Miller – Best Day Ever
- Bestes Print-Magazin: Juice
- Bestes Video national: Bushido & Sido – So mach ich es
- Bestes Video international: Eminem – Space Bound
- Größte Peinlichkeit: Money Boy

#### 2012
- Beste Facebook-Seite: Deutschrapmemes
- Beste Gruppe national: Trailerpark
- Beste Gruppe international: Odd Future Wolf Gang Kill Them All
- Beste Punchline: Haftbefehl – Chabos wissen wer der Babo ist („Muck bloß nicht uff hier, du Rudi“)
- Bester Beat national: Die Orsons – Rosa, Blau oder Grün (Produktion: Tua)
- Bester Beat international: Chief Keef feat. Lil Reese – I Don’t Like (Produktion: Young Chop)
- Bester Blog: JD’s Rap Blog
- Bester Live-Act national: Marteria
- Bester Live-Act international: Kanye West & Jay-Z
- Bester Newcomer national: Weekend
- Bester Newcomer international: Macklemore
- Bester Produzent national: Tua
- Bester Produzent international: J.U.S.T.I.C.E. League
- Bester Rap-Act national: Kool Savas
- Bester Rap-Act international: Kendrick Lamar
- Bester Song national: Marteria, Yasha & Miss Platnum – Lila Wolken
- Bester Song international: ASAP Rocky – Goldie
- Bester Twitter-Account: Basti Trailerpark (@DNPBERLIN)
- Bestes Festival: Splash!
- Bestes Free Release national: kaynBock & Montez – Perfektes Wetter
- Bestes Free Release international: Meek Mill – Dreamchasers 2
- Bestes Label national: Chimperator Productions
- Bestes Label international: Maybach Music Group
- Bestes Release national: MoTrip – Embryo
- Bestes Release international: Kendrick Lamar – Good Kid, M.A.A.D City
- Bestes Video national: Die Orsons – Rosa, Blau oder Grün
- Bestes Video international: M. I. A. – Bad Girls
- Lebenswerk national: Kool Savas
- Lebenswerk international: Jay-Z
- Wort des Jahres: Rrrrasiert

#### 2013
- Beste Gruppe national: Genetikk
- Beste Gruppe international: Macklemore & Ryan Lewis
- Beste Punchline: Kollegah – Stiernackenkommando („Heut’ fragt Kool Savas nach Features / Nur um sagen zu können, dass er die Nummer eins kennt [einscannt] wie Supermarktkassierer“)
- Bester Live-Act national: Kool Savas
- Bester Live-Act international: Jay-Z
- Bester Newcomer national: Shindy
- Bester Newcomer international: ASAP Ferg
- Bester Produzent national: RAF Camora
- Bester Produzent international: Kanye West
- Bester Rap-Solo-Act national: Kollegah
- Bester Rap-Solo-Act international: Eminem
- Bester Song national: Bushido – Leben und Tod des Kenneth Glöckler
- Bester Song international: Jay-Z feat. Justin Timberlake – Holy Grail
- Bestes Label national: Selfmade Records
- Bestes Label international: Def Jam
- Bestes Release national: SSIO – BB.U.M.SS.N.
- Bestes Release international: ASAP Rocky – Long.Live.A$AP
- Bestes Video national: Sido feat. Mark Forster – Einer dieser Steine (Regie: Katapult Filmproduktion)
- Bestes Video international: Macklemore & Ryan Lewis feat. Ray Dalton – Can’t Hold Us
- Lebenswerk national: Torch
- Lebenswerk international: 2Pac
- Wort des Jahres: Babo

#### 2014
- Beste Gruppe national: Trailerpark
- Beste Gruppe international: G-Unit
- Beste Punchline: Kool Savas – Matrix („Ich bin nicht nur der King dieser Mucke – ich bin diese Mucke!“)
- Bester Live-Act national: Marteria
- Bester Live-Act international: OutKast
- Bester Newcomer national: Karate Andi
- Bester Newcomer international: YG
- Bester Produzent national: Bazzazian
- Bester Produzent international: DJ Mustard
- Bester Rap-Solo-Act national: Haftbefehl
- Bester Rap-Solo-Act international: Schoolboy Q
- Bester Song national: Marteria – Kids (2 Finger an den Kopf)
- Bester Song international: Drake – 0 to 100 / The Catch Up
- Bester Upcoming Artist: Mason Family
- Bestes Label national: Banger Musik
- Bestes Label international: Def Jam
- Bestes Release national: Haftbefehl – Russisch Roulette
- Bestes Release international: Schoolboy Q – Oxymoron
- Bestes Video national: Haftbefehl – Ihr Hurensöhne/Saudi Arabi Money Rich
- Bestes Video international: Nicki Minaj – Anaconda
- Lebenswerk national: Oz
- Lebenswerk international: Dr. Dre
- Wort des Jahres: Läuft

#### 2015
- Beste Gruppe national: 187 Strassenbande
- Beste Gruppe international: Drake & Future
- Beste Punchline: Tarek – Boom Boom Boom („Denkt ihr, die Flüchtlinge sind in Partyboote gestiegen / mit dem großen Traum, im Park mit Drogen zu dealen?“)
- Bester Live-Act national: Kool Savas
- Bester Live-Act international: Kendrick Lamar
- Bester Newcomer national: LX
- Bester Newcomer international: Fetty Wap
- Bester Produzent national: Shindy, Beatzarre, Djorkaeff & Bushido
- Bester Produzent international: Dr. Dre
- Bester Rap-Solo-Act national: Kollegah
- Bester Rap-Solo-Act international: Kendrick Lamar
- Bester Song national: K.I.Z feat. Henning May – Hurra die Welt geht unter
- Bester Song international: Kendrick Lamar – Alright
- Bester Upcoming Artist: Mino
- Bestes Label national: Selfmade Records
- Bestes Label international: Top Dawg Entertainment
- Bestes Release national: MoTrip – Mama
- Bestes Release international: Kendrick Lamar – To Pimp a Butterfly
- Bestes Video national: KC Rebell feat. Xavier Naidoo – Fata Morgana
- Bestes Video international: Drake – Hotline Bling
- Lebenswerk national: Azad
- Lebenswerk international: Eazy-E
- Wort des Jahres: Iz da

#### 2016
- Beste Gruppe national: Bonez MC & RAF Camora
- Beste Gruppe international: Rae Sremmurd
- Beste Punchline: Gzuz – Mörder („Cabrio: Check! Glas wird geext / Na klar gibt es Sex, weil ich parshippe jetzt!“)
- Bester Live-Act national: Kool Savas
- Bester Live-Act international: Wiz Khalifa
- Bester Newcomer national: Nimo
- Bester Newcomer international: Desiigner
- Bester Produzent national: RAF Camora
- Bester Produzent international: Kanye West
- Bester Rap-Solo-Act national: Fler
- Bester Rap-Solo-Act international: Kanye West
- Bester Song national: Miami Yacine – Kokaina
- Bester Song international: Desiigner – Panda
- Bestes Label national: Banger Musik
- Bestes Label international: GOOD Music
- Bestes Release national: Bonez MC & RAF Camora – Palmen aus Plastik
- Bestes Release international: Kanye West – The Life of Pablo
- Bestes Video national: Bonez MC & RAF Camora – Palmen aus Gold
- Bestes Video international: Kanye West feat. Rihanna – Famous
- Lebenswerk national: Beginner
- Lebenswerk international: Ice Cube
- Upcoming Artist: MXP
- Wort des Jahres: 1

#### 2017
- Beste Gruppe national: Kollegah & Farid Bang
- Beste Gruppe international: Migos
- Beste Line: Abdi – Diaspora („Auf die Frage, ob ich Deutscher bin / kann ich nur sagen, dass ich in jedem Falle gerne in Deutschland bin.“)
- Bester Live-Act national: Olexesh
- Bester Live-Act international: Drake
- Bester Newcomer national: RIN
- Bester Newcomer international: Cardi B
- Bester Produzent national: Cro
- Bester Produzent international: Metro Boomin
- Bester Upcoming Artist: Qseng
- Bestes Label national: Banger Musik
- Bestes Label international: Top Dawg Entertainment
- Bester Rap-Solo-Act national: Nimo
- Bester Rap-Solo-Act international: Kendrick Lamar
- Bester Song national: Capo feat. Nimo – Lambo Diablo GT
- Bester Song international: Future – Mask Off
- Bestes Album national: Trettmann – #DIY
- Bestes Album international: Kendrick Lamar – Damn
- Bestes Video national: Ufo361 feat. Gzuz – Für die Gang (Regie: Christoph Szulecki)
- Bestes Video international: Jay-Z – The Story of O.J. (Regie: Mark Romanek & Jay-Z)
- Lebenswerk national: Specter Berlin
- Lebenswerk international: The Notorious B.I.G.

#### 2018
- Beste Gruppe national: Bonez MC & RAF Camora
- Beste Gruppe international: Migos
- Beste Line: Gzuz – ¿ Warum ? („Warum dies? Warum das? Warum nicht einmal mit Message? / Und ich denk’ mir nur, warum hältst du nicht einfach die Fresse?“)
- Bester Live-Act national: RIN
- Bester Live-Act international: The Carters
- Bester Newcomer national: Samra
- Bester Newcomer international: 6ix9ine
- Bester Produzent national: KitschKrieg
- Bester Produzent international: Kanye West
- Bestes Label national: 385idéal
- Bestes Label international: GOOD Music
- Bester Rap-Solo-Act national: Capital Bra
- Bester Rap-Solo-Act international: Drake
- Bester Song national: KitschKrieg feat. Trettmann, Gringo, Ufo361 & Gzuz – Standard
- Bester Song international: Drake – God’s Plan
- Bestes Album national: Summer Cem – Endstufe
- Bestes Album international: Travis Scott – Astroworld
- Bestes Video national: Fler – Highlevel Ignoranz (Regie: 100Blackdolphins)
- Bestes Video international: Childish Gambino – This Is America (Regie: Hiro Murai)
- Lebenswerk national: Sido
- Lebenswerk international: Nas
- Upcoming Artist: Blacc Hippie

#### 2019
- Beste Gruppe national: Capital Bra & Samra
- Beste Gruppe international: PNL
- Beste Line: Shindy – Dodi („Interessant, du hast Shindy gemacht? / Mashallah, mach nochmal“)
- Bester Live-Act national: BHZ
- Bester Live-Act international: Travis Scott
- Bester Lyricist: OG Keemo
- Bester Newcomer national: Apache 207
- Bester Newcomer international: DaBaby
- Bester Produzent national: Miksu & Macloud
- Bester Produzent international: OZ
- Bester Rap-Solo-Act national: Capital Bra
- Bester Rap-Solo-Act international: Tyler, the Creator
- Bester Song national: Juju feat. Henning May – Vermissen
- Bester Song international: Travis Scott – Highest in the Room
- Bestes Album national: Juju – Bling Bling
- Bestes Album international: Tyler, the Creator – Igor
- Bestes Video national: OG Keemo – 216 (Regie: Breitband)
- Bestes Video international: PNL – Au DD (Regie: QLF)
- Lebenswerk: RAF Camora
- Macher des Jahres: Xatar

#### 2020
- Beste Gruppe national: Celo & Abdi
- Beste Gruppe international: 21 Savage & Metro Boomin
- Beste Line: Apache 207 – Fame („Auch wenn ich mal ein Kinderlied droppe / Besser verpiss dich aus meiner Relea…[sewoche]“)
- Bester Live-Act national: RIN
- Bester Newcomer national: Badmómzjay
- Bester Newcomer international: Pop Smoke
- Bester Produzent national: Bazzazian
- Bester Produzent international: OZ
- Bester Rap-Solo-Act national: Ufo361
- Bester Rap-Solo-Act international: Megan Thee Stallion
- Bester Song national: Pashanim – Airwaves
- Bester Song international: Cardi B feat. Megan Thee Stallion – WAP
- Bestes Album national: Ufo361 – Rich Rich
- Bestes Album international: Pop Smoke – Shoot for the Stars, Aim for the Moon
- Bestes Video national: Bonez MC – Tilidin weg (Regie: Shaho Casado)
- Bestes Video international: Future feat. Drake – Life Is Good (Regie: Director X)
- Lebenswerk national: Moses Pelham
- Lyricist des Jahres: Laas Unltd.
- Macher des Jahres: Xatar

#### 2021
- Beat des Jahres: Shindy – Im Schatten der Feigenbäume (Produzent: OZ)
- Beste Gruppe national: K.I.Z
- Beste Gruppe international: Suicideboys
- Beste Line: Kolja Goldstein – Terminal („Alle meine Freunde sind nervös, denn einer meiner Freunde hat einen seiner Freunde in Säure aufgelöst“)
- Bester Newcomer national: Rua
- Bester Newcomer international: Baby Keem
- Bester Produzent national: Jumpa
- Bester Produzent international: OZ
- Bester Rap-Solo-Act national: Haftbefehl
- Bester Rap-Solo-Act international: Kanye West
- Bester Song national: Pashanim – Sommergewitter
- Bester Song international: Kanye West feat. Playboi Carti & Fivio Foreign – Off the Grid
- Bestes Album national: Haftbefehl – Das schwarze Album
- Bestes Album international: Kanye West – Donda
- Bestes Video national: Ufo361 – Ryu (Regie: Max von Gumpenberg)
- Bestes Video international: Lil Nas X – Montero (Call Me by Your Name) (Regie: Tanu Muino & Lil Nas X)
- Lebenswerk national: Cora E.
- Lyricist des Jahres: Kollegah
- Macher des Jahres: RAF Camora

#### 2022
- Beat des Jahres: Luciano – SUVs (Produzenten: Geenaro & Ghana Beats)
- Beste Gruppe national: BHZ
- Beste Gruppe international: Quavo & Takeoff
- Beste Line: OG Keemo – Sandmann („Ein Nigga kommt und macht auf Intensivsträfling (okay) / Wo sein Körper war, ist jetzt ein Keith Haring“)
- Bester Live-Act national: Kool Savas
- Bester Newcomer national: Nina Chuba
- Bester Newcomer international: Bia
- Bester Produzent national: Funkvater Frank
- Bester Produzent international: Metro Boomin
- Bester Rap-Solo-Act national: Luciano
- Bester Rap-Solo-Act international: Kendrick Lamar
- Bester Song national: Luciano feat. Aitch & Bia – Bamba
- Bester Song international: Kendrick Lamar – N95
- Bestes Album national: OG Keemo – Mann beißt Hund
- Bestes Album international: Drake & 21 Savage – Her Loss
- Bestes Video national: Bonez MC & RAF Camora – Letztes Mal (Regie: Shaho Casado)
- Bestes Video international: ASAP Rocky – D.M.B. (Regie: ASAP Rocky)
- Lebenswerk: Xatar
- Lyricist des Jahres: OG Keemo
- Macher des Jahres: Disarstar

#### 2023
- Beat des Jahres: Shindy – September (Produzent: Shindy)
- Beste Gruppe national: HoodBlaq
- Beste Gruppe international: Central Cee & Dave
- Beste Line: Ski Aggu – Liebe Grüße („Der Bass scheppert böse, ich penn’ nicht / Scheppert wie Hirte auf Englisch“)
- Bester Live-Act national: Sido
- Bester Newcomer national: X Wave
- Bester Newcomer international: Tyla
- Bester Produzent national: Funkvater Frank
- Bester Produzent international: Metro Boomin
- Bester Rap-Solo-Act national: Ski Aggu
- Bester Rap-Solo-Act international: Travis Scott
- Bester Song national: OG Keemo feat. Souly – Tasche
- Bester Song international: Travis Scott feat. Playboi Carti – FE!N
- Bestes Album national: Bonez MC & Gzuz – High & hungrig 3
- Bestes Album international: Travis Scott – Utopia
- Bestes Video national: OG Keemo – Fieber (Regie: Felix Aaron & Studio 11:40)
- Bestes Video international: Doja Cat – Paint the Town Red (Regie: Doja Cat & Nina McNeely)
- Lebenswerk: Eko Fresh
- Lyricist des Jahres: Apsilon
- Macher des Jahres: Shirin David

#### 2024
- Beat des Jahres: Lacazette – LID (Produzenten: Hot Day, 808swerve, J-Roc & Yung Rox)
- Beste Gruppe national: K.I.Z
- Beste Gruppe international: Snoop Dogg & Dr. Dre
- Beste Line: Lacazette – FTW („Klau’ die Autoschlüssel, statt sie mir zu leih’n / Sag’ zu Onkel: ‚Auto fährt mit Diesel, nicht mit Führerschein‘“)
- Bester Live-Act national: OG Keemo
- Bester Newcomer national: Lacazette
- Bester Newcomer international: BigXthaPlug
- Bester Produzent national: Miksu & Macloud
- Bester Produzent international: Metro Boomin
- Bester Rap-Solo-Act national: OG Keemo
- Bester Rap-Solo-Act international: Eminem
- Bester Song national: Lacazette – LID
- Bester Song international: Eminem – Houdini
- Bestes Album national: Pashanim – 2000
- Bestes Album international: Kendrick Lamar – GNX
- Bestes Video national: Pashanim – Mittelmeer (Regie: Pashanim & Paul Fanger)
- Bestes Video international: Eminem – Houdini (Regie: Rich Lee)
- Lebenswerk: Curse
- Lyricist des Jahres: OG Keemo
- Macher des Jahres: Filow

### Statistik

#### Am häufigsten prämierte Rapper

##### Am häufigsten prämierte deutschsprachige Rapper
Von 2006 bis 2024 und ohne Einbeziehung von Negativpreisen:
| Awardanzahl | Gewinner           |
| ----------- | ------------------ |
| 29          | Kool Savas         |
| 12          | Kollegah           |
| 10          | Bushido, OG Keemo  |
| 9           | RAF Camora         |
| 8           | Haftbefehl         |
| 7           | Bonez MC           |
| 6           | Fler               |
| 5           | Farid Bang, Shindy |

##### Am häufigsten prämierte internationale Rapper
Von 2006 bis 2024 und ohne Einbeziehung von Negativpreisen:
| Awardanzahl | Gewinner       |
| ----------- | -------------- |
| 20          | Eminem         |
| 17          | Kanye West     |
| 10          | Kendrick Lamar |
| 8           | Drake          |
| 7           | Dr. Dre, Jay-Z |
| 6           | Travis Scott   |

#### „Bester-Rap-Solo-Act“-Gewinner
| Jahr | Deutschsprachige Gewinner | Internationale Gewinner |
| ---- | ------------------------- | ----------------------- |
| 2006 | Bushido                   | The Game                |
| 2007 | Kool Savas                | Eminem                  |
| 2008 | Kool Savas                | Eminem                  |
| 2009 | Kool Savas                | Eminem                  |
| 2010 | Kool Savas                | Eminem                  |
| 2011 | Kool Savas                | Eminem                  |
| 2012 | Kool Savas                | Kendrick Lamar          |
| 2013 | Kollegah                  | Eminem                  |
| 2014 | Haftbefehl                | Schoolboy Q             |
| 2015 | Kollegah                  | Kendrick Lamar          |
| 2016 | Fler                      | Kanye West              |
| 2017 | Nimo                      | Kendrick Lamar          |
| 2018 | Capital Bra               | Drake                   |
| 2019 | Capital Bra               | Tyler, the Creator      |
| 2020 | Ufo361                    | Megan Thee Stallion     |
| 2021 | Haftbefehl                | Kanye West              |
| 2022 | Luciano                   | Kendrick Lamar          |
| 2023 | Ski Aggu                  | Travis Scott            |
| 2024 | OG Keemo                  | Eminem                  |

#### „Lebenswerk“-Preisträger
| Jahr | Deutschsprachige Preisträger | Internationale Preisträger |
| ---- | ---------------------------- | -------------------------- |
| 2012 | Kool Savas                   | Jay-Z                      |
| 2013 | Torch                        | 2Pac                       |
| 2014 | OZ                           | Dr. Dre                    |
| 2015 | Azad                         | Eazy-E                     |
| 2016 | Beginner                     | Ice Cube                   |
| 2017 | Specter Berlin               | The Notorious B.I.G.       |
| 2018 | Sido                         | Nas                        |
| 2019 | RAF Camora                   | nicht verliehen            |
| 2020 | Moses Pelham                 | nicht verliehen            |
| 2021 | Cora E.                      | nicht verliehen            |
| 2022 | Xatar                        | nicht verliehen            |
| 2023 | Eko Fresh                    | nicht verliehen            |
| 2024 | Curse                        | nicht verliehen            |